# Preining (Gemeinde Metnitz)
Preining ist eine Ortschaft in der Kärntner Marktgemeinde Metnitz mit 60 Einwohnern (Stand 1. Jänner 2024). Die Ortschaft liegt zur Gänze auf dem Gebiet der Katastralgemeinde Metnitz Land.

## Lage
Die Ortschaft liegt weit verstreut im Tal des Preiningbachs, einem linken Nebental des Metnitztals, das sich unweit oberhalb des Gemeindehauptortes Metnitz über etwa 5 Kilometer hin vom Metnitztal nach Norden hinauf in die Metnitzer Berge erstreckt.

## Geschichte
Auf dem Gebiet der Steuergemeinde Metnitz-Land liegend, gehörte der Ort in der ersten Hälfte des 19. Jahrhunderts zum Steuerbezirk Grades. Bei Gründung der politischen Gemeinden im Zuge der Reformen nach der Revolution 1848/49 kam Preining an die Gemeinde Metnitz und somit an den Bezirk Sankt Veit an der Glan. 1900 wurde Paul Grabner, vulgo Punz, aus Preining Bürgermeister der Gemeinde Metnitz.

## Bevölkerungsentwicklung
Für die Ortschaft zählte man folgende Einwohnerzahlen:
- 1869: 28 Häuser, 230 Einwohner[2]
- 1880: 28 Häuser, 219 Einwohner[3]
- 1890: 27 Häuser, 202 Einwohner[4]
- 1900: 26 Häuser, 231 Einwohner[5]
- 1910: 26 Häuser, 204 Einwohner[6]
- 1961: 18 Häuser, 128 Einwohner[7]
- 1991: 80 Einwohner[8]
- 2001: 23 Gebäude, 83 Einwohner[9]
- 2011: 22 Gebäude, 69 Einwohner[10]
- 2021: 21 Gebäude, 65 Einwohner, 15 Haushalte, 14 Arbeitsstätten[11]

## Ortschaftsbestandteile
Zur Ortschaft gehören die Einzelhöfe Felferer, Flörl, Großgrasser, Hausharter, Kleingrasser, Lagler, Neuermann, Neuwirter, Plank, Preißmar, Punz und Wenzl.